# Hans Josephsohn
Hans Josephsohn (* 20. Mai 1920 im damaligen Königsberg; † 20. August 2012 in Zürich) war ein Schweizer Bildhauer.

## Leben
Hans Josephsohn wuchs in einem jüdisch-liberalen Elternhaus in Königsberg auf und besuchte dort bis 1937 die Grundschule und das Gymnasium. Anschliessend studierte er mit einem Stipendium für Kunst in Florenz. Aufgrund der antisemitischen Politik Italiens und Deutschlands musste Josephsohn 1938 in die Schweiz fliehen. In Zürich wurde er Schüler des Schweizer Bildhauers Otto Müller. 1943 bezog er ein eigenes Atelier und zeigte ab 1964 seine Werke in Einzelausstellungen. Im gleichen Jahr wurde Josephsohn Schweizer Bürger.
1992 wurde dem Künstler in Giornico im Kanton Tessin ein eigenes Museum, La Congiunta, gewidmet. In dem von Peter Märkli entworfenen Museum sind seither rund dreissig seiner Plastiken ausgestellt. Josephsohns Werk wurde Ende der 1990er Jahre einem breiteren Publikum bekannt, seit etwa 2000 wird es zunehmend auch international als entscheidender Beitrag zur bildenden Kunst betrachtet. Josephsohn erhielt 1985 die Ehrengabe des Zürcher Regierungsrates und 2003 den Kunstpreis der Stadt Zürich. Gleichzeitig wurde das «Kesselhaus Josephsohn» in St. Gallen mit einer ständig wechselnden Dauerausstellung seiner Werke eröffnet.

## Werk
Über mehr als 60 Jahre hinweg war die menschliche Figur Josephsohns künstlerisches Thema. Seine Arbeiten sind sehr allgemeine Darstellungen menschlicher Existenz als körperliche Wesen. Der unmittelbare Bezug zum direkten Gegenüber bleibt dabei immer erhalten.
Josephsohns plastisches Gestalten erfolgte meistens mit Gips. Im weichen Zustand konnte er ihn modellieren, im festen Zustand wieder behauen. Diese Arbeitsprozesse sind an der Oberfläche seiner Skulpturen erkennbar. Die Strukturen sind davon geprägt, wie er mit dem Spachtel oder auch von Hand breiigen Gips auftrug, stellenweise mit dem Beil wieder roh behaute oder auch mit Gipsbrocken ergänzte. In seinem Atelier entstanden Gipsmodelle, in der Kunstgiesserei Felix Lehner werden sie abgeformt und im Wachsausschmelzverfahren als Messing-Güsse umgesetzt.
Der Künstler lebte und arbeitete in Zürich. Sein Nachlass wird vom «Kesselhaus Josephsohn», St. Gallen, verwaltet.

## Ausstellungen (Auswahl)

### Einzelausstellungen
- 2023: Aux Losanges, Tschiertschen; Window Gallery Max Hetzler Berlin
- 2022: Galerie Max Hetzler, London; Galerie Max Hetzler, Berlin
- 2020: Galerie Max Hetzler, Berlin; MASI (Museo d'arte della Svizzera italiana), Lugano; Museum zu Allerheiligen, Schaffhausen, Hans Josephsohn – Schauen ist das Wichtigste
- 2019: ICA Milano
- 2018: Museum Folkwang, Essen, Hans Josephsohn – Existenzielle Plastik
- 2017: Kloster Schönthal, Langenbruck
- 2015: Galerie Hauser & Wirth, Zürich; Hans Josephsohn. Halbfigur, Liegende, Relief in der Skulptur, Kunstparterre, München
- 2014: Drei grosse Halbfiguren, Kunstmuseum St. Gallen; Hans Josephsohn »Die Sache muss leben«, Ernst-Barlach-Haus, Hamburg; Galerie Hauser & Wirth, New York
- 2013: Modern Art Oxford; Yorkshire Sculpture Park, Wakefield
- 2008: Josephsohn Bildhauer, Museum für Moderne Kunst, Frankfurt am Main
- 2005: Hans Josephsohn – Reliefs und Zeichnungen, Diözesanmuseum Kolumba, Köln
- 2004: Im Dialog: Halbfiguren und Reliefs, Evangelische Stadtkirche Darmstadt
- 2003: Kunstforum Ostdeutsche Galerie, Regensburg
- 2002: Stedelijk Museum, Amsterdam
- 2001: Haus der Kunst der Stadt Brünn (Brno, CSSR)
- 1997: Helmhaus, Zürich
- 1985: Stiftung Landis & Gyr, Zug
- 1981: Aargauer Kunsthaus, Aarau
- 1975: Museum zu Allerheiligen, Schaffhausen
- 1969: Galerie Daniel Keel, Zürich
- 1964: Helmhaus, Zürich

### Gruppenausstellungen
- 2023: Galerie Karma International, Zürich, Figuration Program; Skarstedt Gallery, New York, Faces and Figures
- 2022: Lustwarande – Platform for Contemporary Sculpture, Tilburg, Godhead – Idols in times of crisis
- 2021: MASI (Museo d'arte della Svizzera italiana), Lugano, Albert Oehlen – Grosse Bilder von mir mit kleinen Bildern von anderen; Aargauer Kunsthaus, Aarau, Schweizer Skulptur seit 1945
- 2020: Kunstmuseum St. Gallen, Cambio; Galerie da Mihi, Bern, Willi Müller – Hans Josephsohn; Biennale Gherdëina, Ortisei, –a breath? a name? – the ways of worldmaking
- 2019: Parco archeologico del Colosseo, Rom, Kronos e Kairos
- 2018: GAMeC – Galleria d'Arte Moderna e Contemporanea, Bergamo, Black Hole – Art and Materiality from Informal to Invisible; Mostra di scultura all'aperto, Vira Gambarogno
- 2017: Hauser & Wirth Somerset, Bruton, «Josephsohn – Peter Märkli. A Conjunction»; Kunstmuseum St. Gallen (Lokremise), «Body Doubles»
- 2016: Kunstmuseum Luzern, «Katinka Bock, Hans Josephsohn, Fabian Marti – Warum ich mich in eine Nachtigall verwandelt habe»; Abbaye de Montmajour, Arles, «La Règle Et L’Intuition»
- 2015: ARTZUID – International Sculpture Route, Amsterdam; Galerie Laurent Godin, Paris, «Substance»; Maccarone Gallery, New York, «All back in the skull together»
- 2014: Schweizerisches Architekturmuseum, Basel, «Spatial Positions 8: Kooperationen. Diener&Diener in Zusammenarbeit mit Martin Steinmann und Josef Felix Müller / Peter Märkli und Josephsohn»
- 2013: Biennale Venedig, «Il Palazzo Enciclopedico»
- 2012: Regent’s Park, London, «Frieze Art Fair Sculpture Park 2012»; Architekturbiennale Venedig, «Common Ground»; Art and the City: Ein Festival für Kunst im öffentlichen Raum, Zürich-West
- 2009: Parasol Unit Fondation for Contemporary Art, London, «Visible Invisible – Against the Security of the Real»
- 2007: Palais de Tokyo, Paris, «The third Mind»
- 2003: Mostra Internazionale di Scultura all’Aperto, Vira Gambarogno, Schweiz, «G 2003»

Quelle:

## Werke im öffentlichen Raum (Auswahl)
- Berlin: Neue Nationalgalerie, Halbfigur, 1990 (installiert 2010)
- Zürich: Kunsthaus (Durchgang zur Bibliothek), Relief, 1950
- Zürich: Krematorium Nordheim, zwei Relief
- Zürich-Wollishofen: Studentenwohnheim, Große Liegende, 1964
- Zürich (Gebäude IFW der ETH Zürich): Relief, 1975
- Zürich: Friedhof Sihlfeld, Relief
- Zürich: Bleicherweg 21, Relief
- Zürich: Haus zum Rechberg, Liegende, 2004 (installiert 2014)
- Zürich-Oerlikon: Schulhaus im Birch, Drei große Liegende, 1995/1995/1997 (installiert 2004)
- Chur: Große Liegende, 2005 (installiert 2008)
- Chur: Relief, 1970 (installiert 2008)
- Langenbruck: Kloster Schönthal, Halbfigur, 1988/1989 (installiert 2007)
- St. Gallen: Universität St. Gallen, ohne Titel, 1962 (installiert 2017)

Quelle:

## Galerie

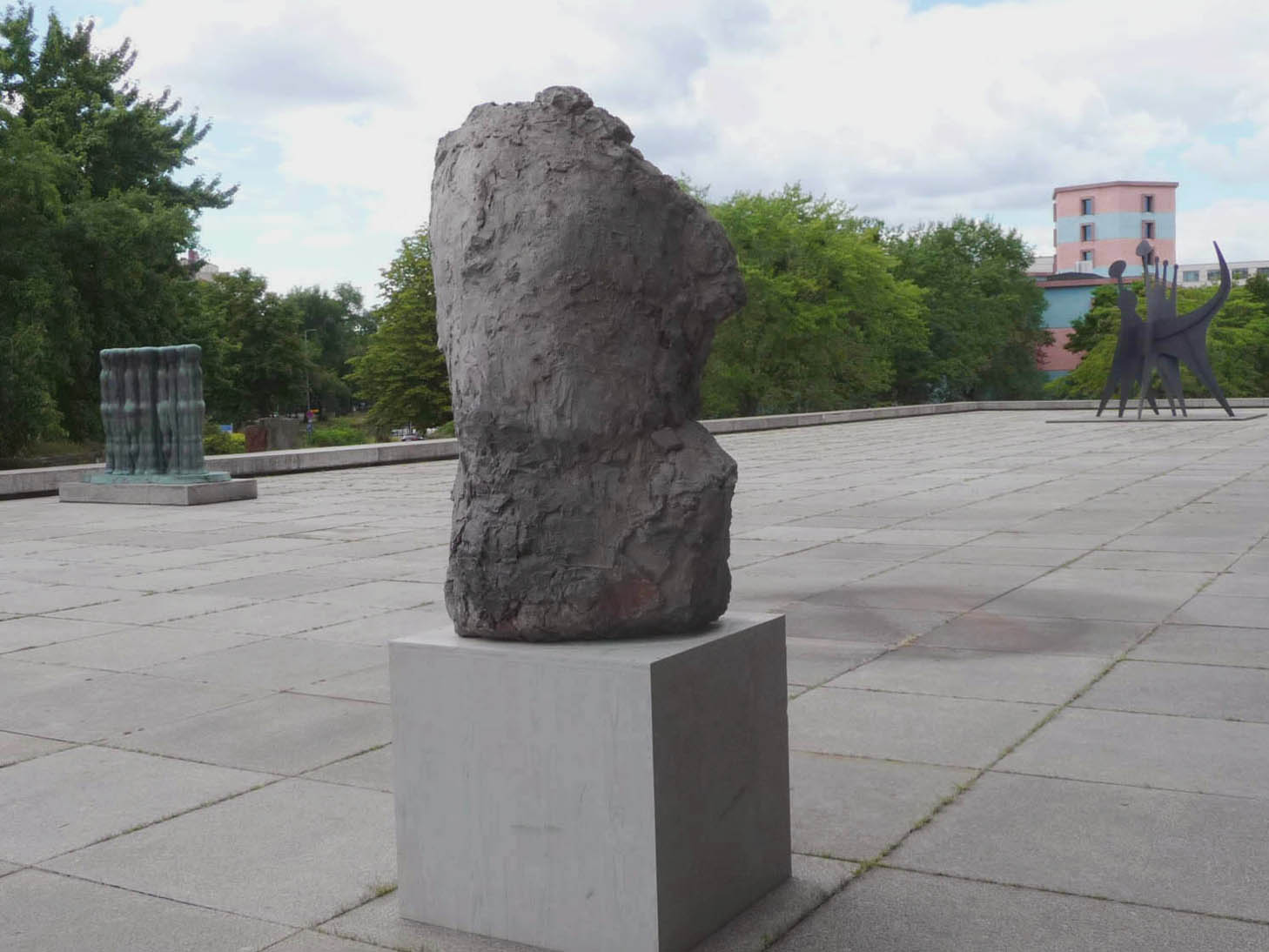
Halbfigur, 1990, Berlin
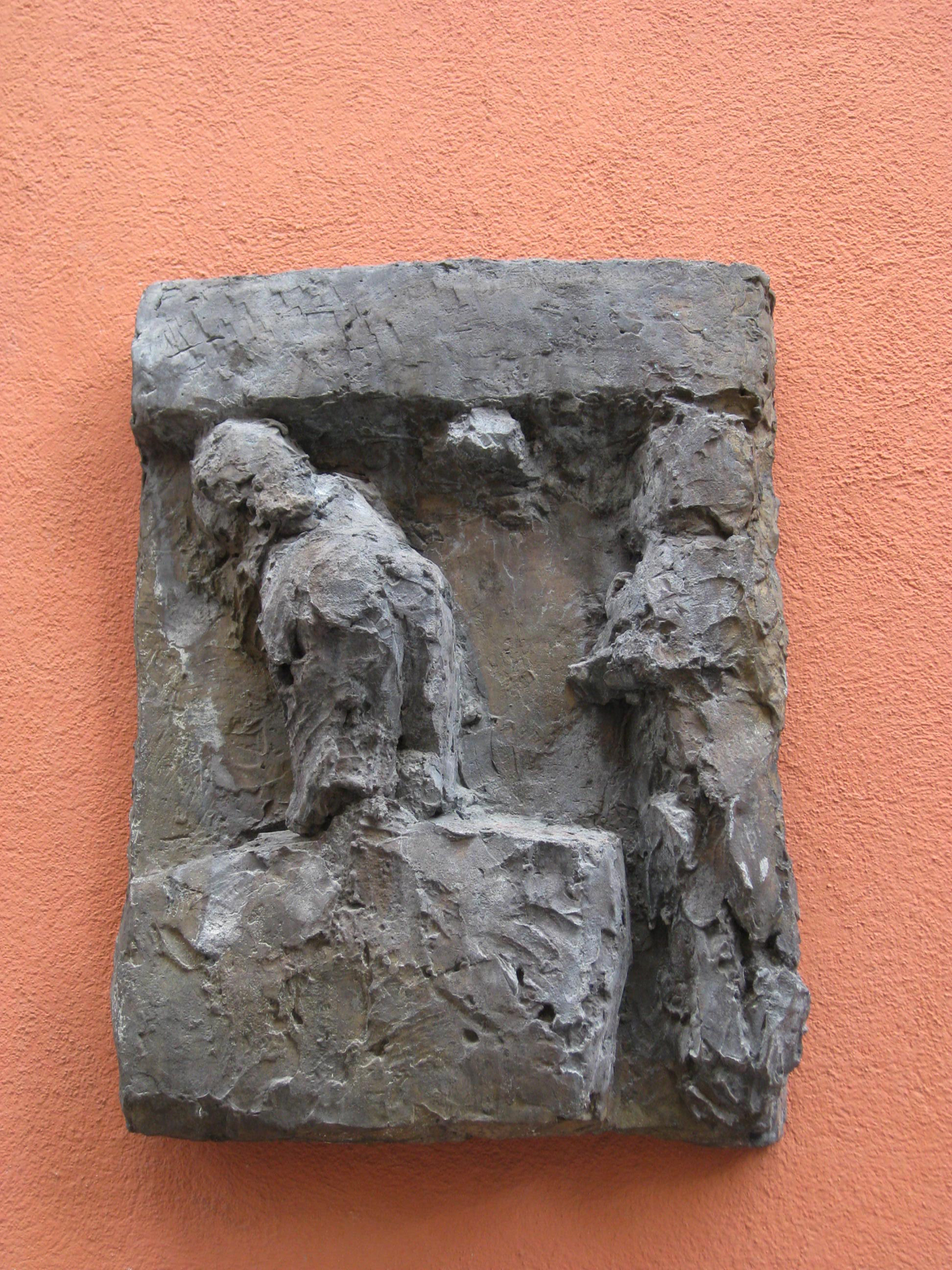
Relief, 1970, Chur
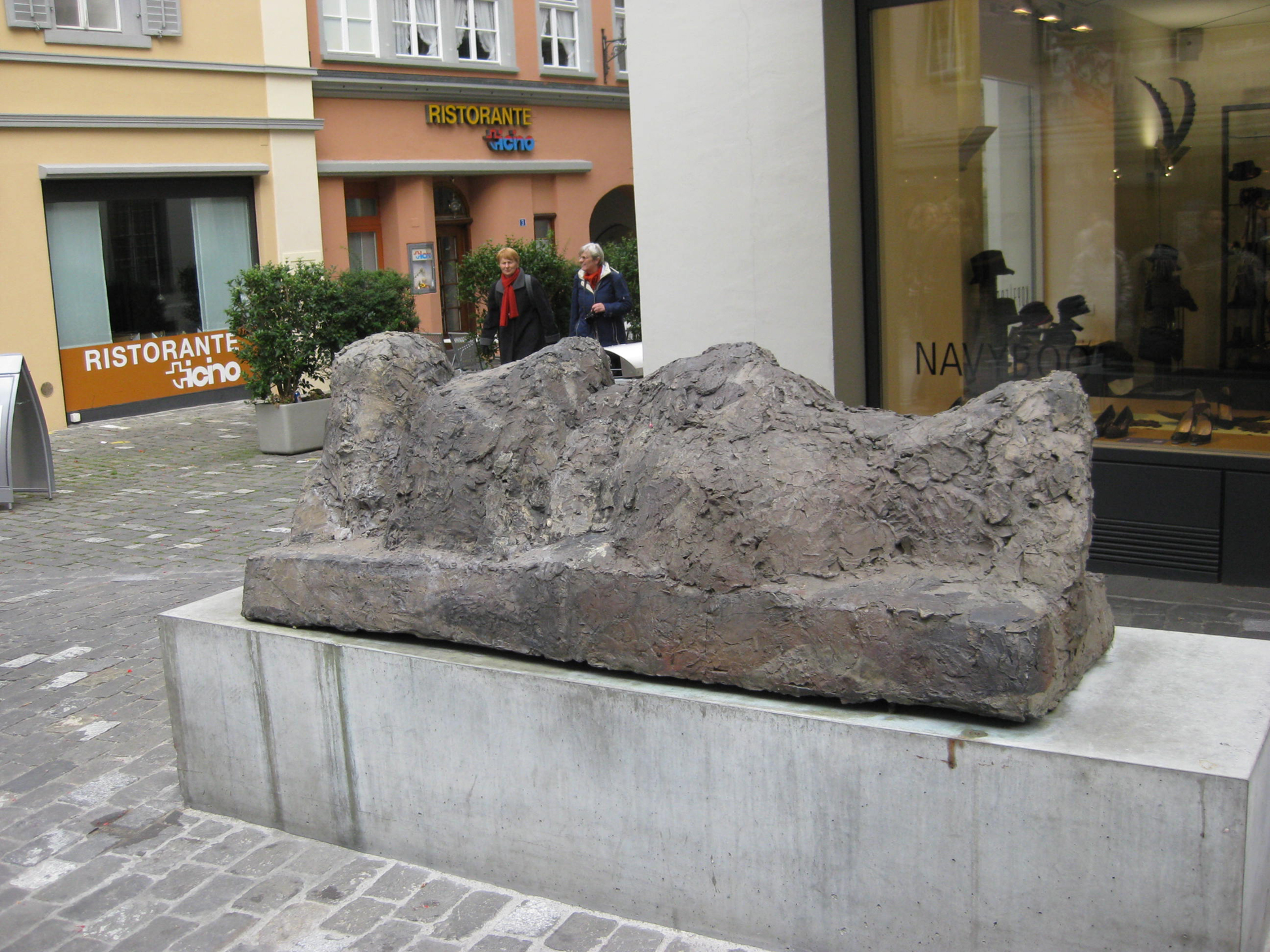
Liegende, 2005, Chur
Relief, 1977, Waldfriedhof Schaffhausen, Gemeinschaftsgrab
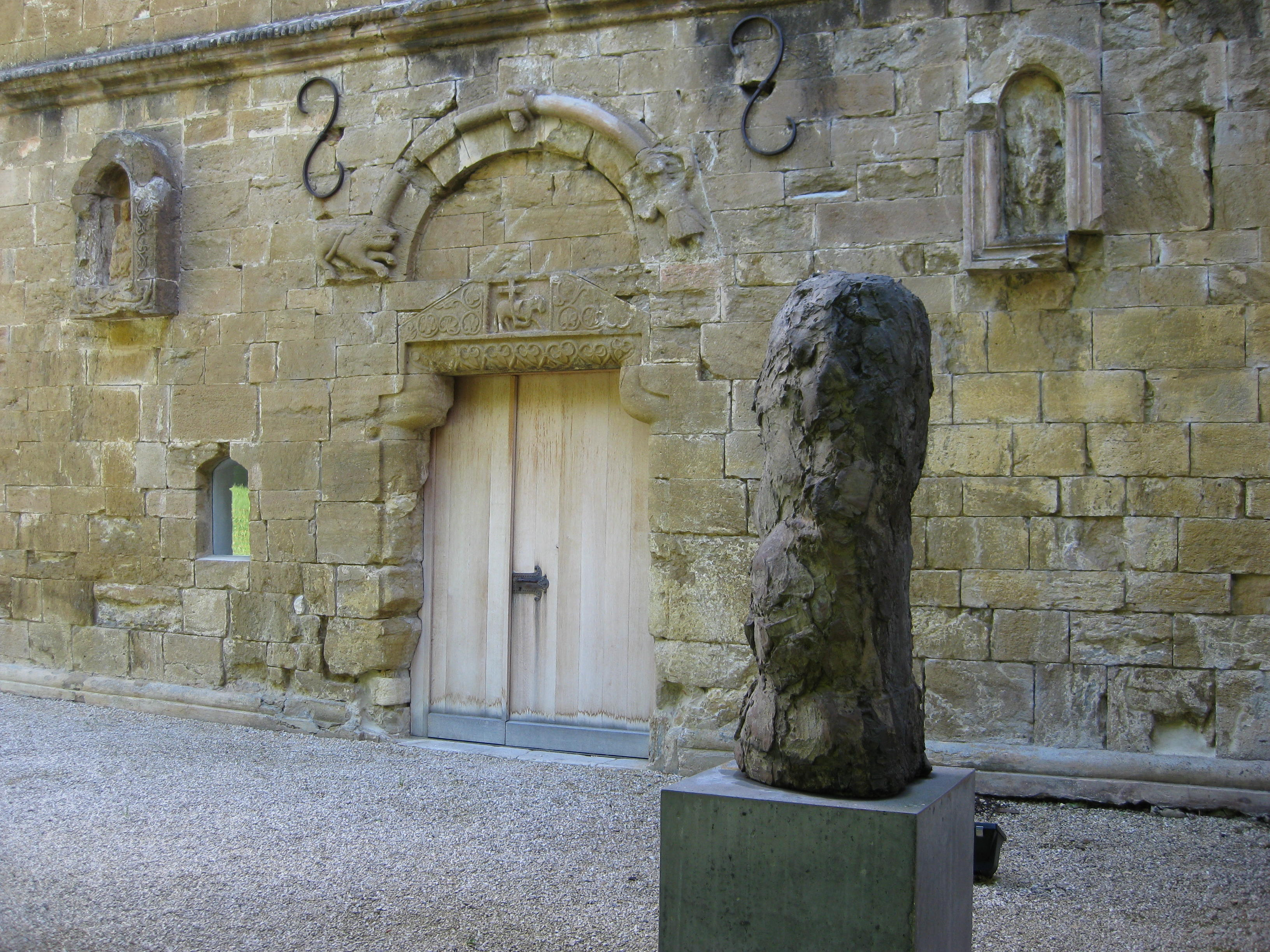
Halbfigur, Kloster Schönthal, Langenbruck

## Film
- Jürg Hassler: Josephsohn – Stein des Anstosses. Dokumentarfilm. 1977/2017.
- Matthias Kälin, Laurin Merz: Josephsohn Bildhauer. Dokumentarfilm. 2007.[9]
- Marcus Spichtig: Hans Josephsohn – Im Haus der Plastik. Dokumentarfilm. 2007.
- Peter Münger: Hans Josephsohn. Dokumentarfilm. 1997